# فرانزيسكا بيجولا
فرانزيسكا بيجولا (بالألمانية: Franziska Pigulla)‏ (6 مايو 1964 في نويس - 23 فبراير 2019 في برلين) ممثلة، ومقدمة تلفزيونية، وممثلة صوت، ومقدمة برامج إذاعية من ألمانيا.

## روابط خارجية
- فرانزيسكا بيجولا على موقع IMDb (الإنجليزية)
- فرانزيسكا بيجولا على موقع ميوزك برينز (الإنجليزية)
- فرانزيسكا بيجولا على موقع قاعدة بيانات الفيلم (الإنجليزية)
- فرانزيسكا بيجولا على موقع كينوبويسك (الروسية)